# 草鐵
草鐵，或稱割草鐵（法語：guisarme）是長柄武器，在歐洲使用於11世紀到15世紀。此名詞可能起源於日耳曼語getīsarn，字面上的意思就是「割草鐵」。如同中世紀大部分的長柄武器一樣，其確切的早期外型很難從現有文獻資料去定義，對現存武器的鑑定也只是推測性的。

## 可能的外形

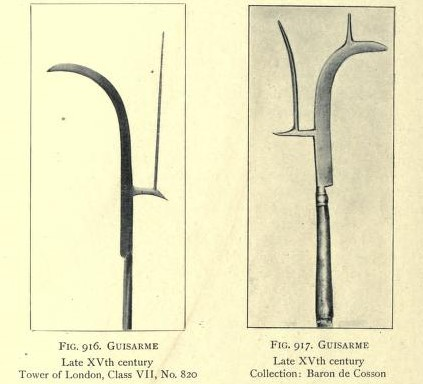
鉤刀形的草鐵。

### 鉤形
如同大部分的長柄武器一樣由農民的工具發展而來。割草鐵是將割草鉤裝在長桿上。根據蓋伊·弗朗西斯·萊金爵士的說法，對中世紀士兵來說，割草鐵的重要度僅次於長槍。
早期的設計僅是在一種長柄割草鉤，後來在刀刃的背面加裝了一個倒刺。後期的武器製造者將草鐵融入各種長柄武器中，草鐵成為了武器刀鋒背面帶有鉤狀物
的長柄武器稱呼，例如：草鐵長柄鍥（bill-guisarmes）、草鐵摩古（voulge-guisarmes）、草鐵長柄刀（glaive-guisarmes）。

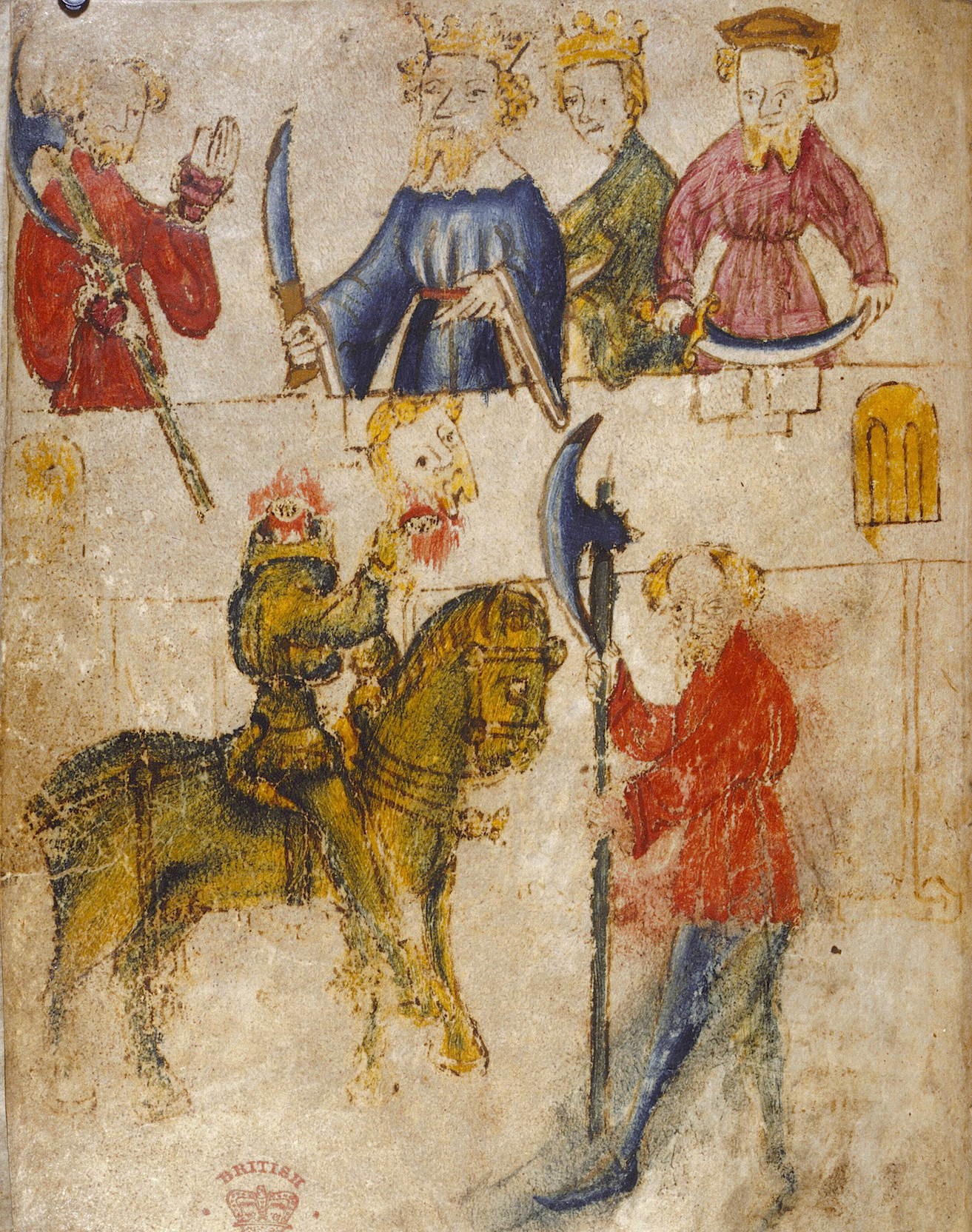
高文爵士與綠騎士的插圖，描繪了斧頭形狀的草鐵。

### 斧形
另一種草鐵的定義則是一種長柄的新月形斧身的套筒斧。